# 蒲宏湘
蒲宏湘（1945年—2014年1月4日），四川南充人。中华人民共和国书法家。
师从余中英。担任中国书法家协会会员，四川省书法家协会副主席，四川省书法家协会创作评审委员会副主任兼秘书长。2014年去世。